# أبو حفص الهاشمي القرشي
أبو حفص الهاشمي القرشي هو خامس خلفاء تنظيم الدولة الإسلامية (داعش) ابتداء من 3 آب/أغسطس 2023، أعلن عن تنصيبه المتحدث باسم تنظيم الدولة أبو حذيفة الأنصاري في تسجيل صوتي نُشرَ في قناة تيليجرام وفي مواقع أخرى مناصرة للتنظيم، وذكرَ الأنصاري أن الخليفة الرابع أبو الحسين الحسيني القرشي قد قُتل أثناء معركة متأثرا بجراحه مع فصائل تابعة لتركيا في إدلب، ولم يحدد تاريخ مقتله. كما أضاف أن الفصائل التابعة لأنقرة أسرت المتحدث السابق باسم التنظيم أبو عمر المهاجر مع مجموعة أخرى من تنظيم الدولة الاسلامية (داعش).

## هوية أبي حفص
نقل موقع المشهد عن الباحث في شؤون الجماعات المسلحة أحمد السلطان أن أبا حفص الهاشمي كنية جديدة لقائد مخضرم في التنظيم، حضرَ ما يُعرف بالجهاد العراقي، وهو غير معروف تحديداً، لأن التنظيم يستحدث كنى جديدة لأعضائه لإعاقة التعرّف عليهم.

## خبر مقتله
أفادت وسائل إعلام سورية، يوم 20 آب سنة 2025، بمقتل "أبو حفص الهاشمي القرشي"، الذي يُعد الخليفة الخامس لتنظيم "داعش".
وقالت الوسائل وتابعتها "الساعة"، إن "العملية نفذتها قوات التحالف الدولي بإنزال جوي في منطقة أطمة بريف إدلب شمال غربي سوريا".
وأضافت أن "العملية التي بدأت في الساعات الأولى من صباح اليوم شهدت محاصرة الأحياء السكنية وإطلاق نار محدودًا، دون وقوع اشتباكات كبيرة".
وأشارت الوسائل، إلى"اعتقال عدد من المواطنات الفرنسيات خلال العملية، يُعتقد أنهن زوجات الخليفة المقتول".